# Беркман Яків Павлович
Яків Павлович (Пінхусович) Беркман (31 травня 1897, Харків — 18 січня 1967, Львів) — український радянський науковець-хімік (неорганічна та аналітична хімія), педагог. Доктор хімічних наук (1940), професор (1941). Заслужений діяч науки і техніки УРСР (1948), лауреат Сталінської премії (1941). Дослідник властивостей штучних дубильних речовин, допоміжних продуктів для шкіряного виробництва, автор наукового терміна «синтани» (синтетичні таніни).
До 1945-го року жив в рідному Харкові, де викладав та займався науковою діяльністю у багатьох науково-дослідних закладах міста. Після завершення війни переїхав до Львова, де понад 20 років завідував кафедрою загальної та неорганічної хімії Львівського політехнічного інституту. Автор понад 100 наукових робіт, зокрема, близько 30 авторських свідоцтв на винаходи.

## Життєпис
Народився 31 травня 1897-го року у Харкові у родині купця.
У 1915-му році закінчив 3-ю Харківську гімназію, у 1919-му році — фізико-математичний факультет Харківського університету з дипломом 1-го ступеня. Відтоді ж — асистент кафедри неорганічної хімії медичного факультету університету, паралельно викладав хімію на військово-артилерійських курсах.
У Харкові жив у прибутковому будинку Масловського (вулиця Ветеринарна, 8), пізніше зруйнованому під час російського вторгнення в Україну у 2022-му році. З 1923-го року — науковий співробітник Українського інституту прикладної хімії, з 1928-го року — завідувач лабораторії хімії шкіри при інституті. Паралельно, з 1925-го по 1927-й роки — асистент кафедри хімії Харківського медичного інституту.
З 1931-го року — завідувач сектору органічної технології та заступник директора з наукової роботи Харківського філіалу Науково-дослідного інституту шкіряної промисловості. Згідно з іншими даними — обіймав посаду директора філіалу. Паралельно викладав у Харківському робітничому університеті.
У 1936-му році обійняв посаду завідувача кафедри загальної хімії Української промислової академії. Аналогічну посаду обіймав протягом року (1940—1941), у Харківському інженерно-економічному інституті. У 1940-му році здобув науковий ступінь доктора хімічних наук без захисту дисертації, через рік затверджений у вченому званні професора.

Могила Якова Беркмана, Личаківський цвинтар

З початком німецько-радянської війни був евакуйований до Томська, де очолив кафедру загальної хімії одночасно двох інститутів — медичного та педагогічного. У 1941-му році нагороджений Сталінською премією за розробку синтетичних дубителів. Пізніше, протягом року (1944—1945), працював у Науково-дослідному інституті Головного управління штучного рідкого палива та газу (Москва).
З 1945-го року жив у Львові, де до кінця життя очолював кафедру загальної та неорганічної хімії Львівського політехнічного інституту. До 1952-го року паралельно обіймав посаду декана хіміко-технологічного факультету. У повоєнному Львові, де німецькі війська винищили майже усю наукову спільноту, став першим професором хімії. З 1946-го по 1950-й роки також очолював кафедру неорганічної та аналітичної хімії Львівського державного медичного інституту.
Помер на 70-му році життя 18 січня 1967-го року. Похований на Личаківському цвинтарі разом з родиною.

### Родина
- Син — науковець-фізик Ріхард Беркман (1932—2019).
- Племінниця — письменниця, поетеса Інна Гофф (1928—1991). У своїй книзі «Перетворення» (рос. «Превращения», 1984) вона згадувала дядька так: «З гострим аналітичним розумом, трохи чепурний — про таких говорять блискучий чоловік, — дядько підкоряв як співрозмовників, так і співрозмовниць» (рос. С острым аналитическим умом, несколько щеголеватый — о таких говорят блестящий человек,— дядя равно покорял собеседников и собеседниц)[6].

## Наукова діяльність
Автор понад 100 наукових робіт, зокрема, близько 30 авторських свідоцтв на винаходи. Науковий керівник та консультант близько 15 докторів та кандидатів наук. За спогадами учня Якова Беркмана, доктора хімічних наук Адольфа Берліна, високу думку про нього мав видатний хімік, академік Семен Вольфкович.
У 1920-х роках, разом з колегами, створив замінники природних дубителів, назвавши їх власним науковим терміном «синтани» (синтетичні таніни). Одному з перших радянських промислових синтетичних дубителів виробники дали назву «Бестан» на честь Якова Беркмана («Беркманівський синтетичний танін»).
У Львові відновив свої дослідження синтанів, розпочав вивчення барвників, барвників-фіксаторів, жируючих речовин, полімерних плівкоутворювачів. Разом з колегами розробив унікальні синтани для отримання світлої та білої шкіри, заснував власну наукову школу з синтезу та використанню препаратів для обробки волокнистих матеріалів.

## Науковий доробок (частковий)
- «Уголь, как вещество и как источник энергии» / Я. П. Беркман. — Харьков: Путь просвещения, 1923. — 89 с. : ил.; 20 см.
- «Рациональный анализ состава синтетических дубителей — технических продуктов конденсации сульфо-ароматических кислот»: (Методика анализа и исследование главнейших типов) / Я. П. Беркман, А. И. Киприанов. — Одесса: [Укр. институт прикл. химии], 1927. — 40 с.; 23 см.
- «Производство искусственных дубящих веществ как практическая проблема» // Я. П. Беркман; Вест. кожевен. пром-сти. 1928. № 2–3
- «Советские синтетические дубители»: Сборник экспериментальных работ по изучению кожевенно-химических свойств / Под ред. Я. П. Беркмана ; Харьковский филиал Всеукр. науч.-исслед. ин-та кожевенной промышленности. — Киев: Укргизместпром, 1935. — 349 с. : ил.; 22 см.
- «Освоение синтетических дубителей кожевенной промышленности СССР» // Я. П. Беркман; Кожевен. пром-сть. 1937. № 11.
- «Пути развития производства и применения синтетических дубящих веществ. Определение структурного формирования кожи, как метод оценки дубящего действия»: (По мат-лам докладов, прочит. в Ленингр. обл. отд-нии ВНИТО кожобув. пром-сти) / проф. Я. П. Беркман; Всес. науч. инж.-тех. о-во кож.-обув. пром-сти, Ленингр. обл. отд-ние «ЛООНИТОКож». — Ленинград: б. и., 1939 (Новгород). — 46 с. : диагр., схем.; 19 см.
- «Ускоренный метод анализа фосфорных удобрений» / Я. П. Беркман, В. Литвинчук. — Львов: Изд-во Львовского ун-та, 1955. — 20 с.; 20 см.
- «Лабораторные занятия по общей химии»: (Вводная часть) / Проф. Я. П. Беркман ; МВ и ССО УССР. Львовский политехн. ин-т. — Львов: [б. и.], 1965 [вып. дан. 1966]. — 23 с.; 20 см.
- «Органическая химия»: (Краткое изложение): [Учеб. пособие для вузов нехим. специальностей]. — Львов: Изд-во Львов. ун-та, 1965. — 54 с.; 22 см.